# 段素廉
大理宣肃帝段素廉（？—1022年），是大理国第7代皇帝，属太宗段思良支系，1010年—1022年在位，是昭明皇帝段素英的儿子。
1009年，段素英卒，段素廉即位。翌年，改元明启。1014年，派兵进交州（今越南），兵败。他和他父亲在政治上比较清明，是个有作为的君主。用过1个年号为明启。1022年（一说1021年）卒，在位十三年。死后谥宣肃皇帝（一作敬明皇帝）。其侄段素隆立。